# Atividade intrínseca

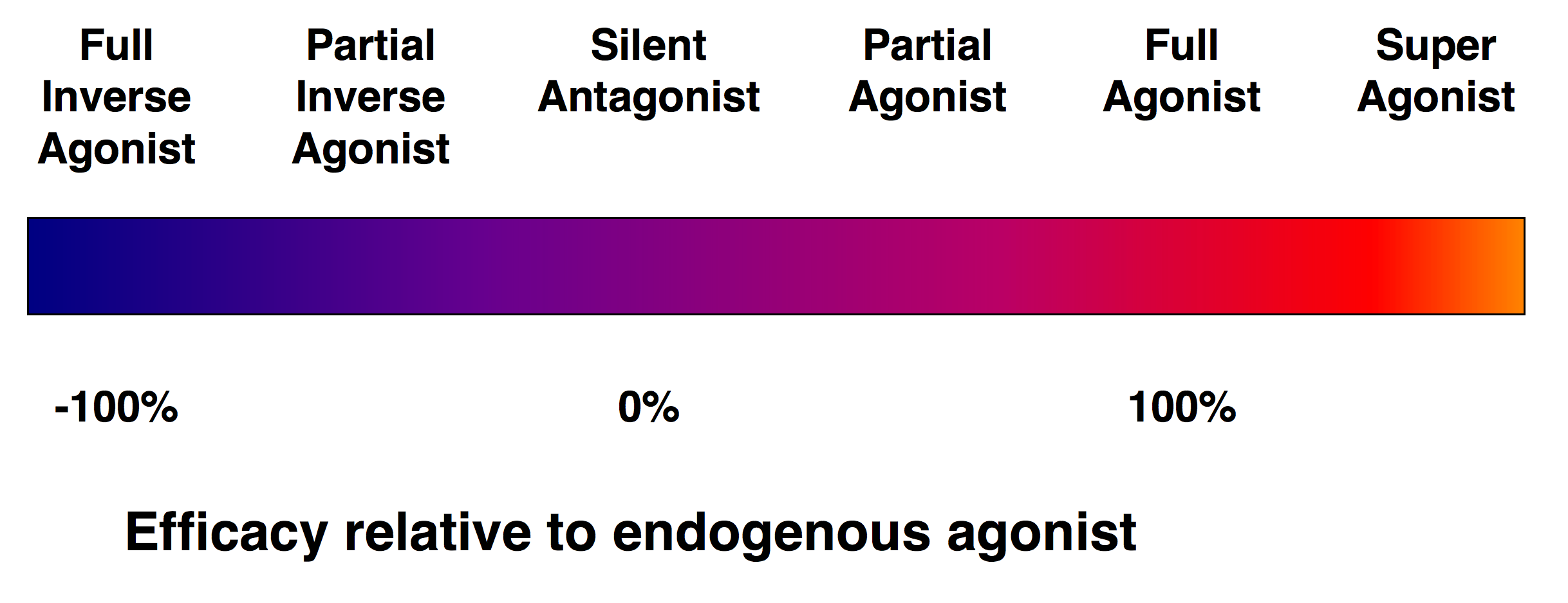
Espectro de eficácia para diferentes ligantes

Atividade intrínseca (IA) ou eficácia são termos utilizados para se referir à habilidade relativa de um complexo droga-receptor de produzir uma resposta máxima funcional.Isso difere-se da afinidade, que é uma medida da habilidade de uma droga se ligar ao receptor, e do EC50, que é uma medida da potência da droga, proporcional à eficácia e à afinidade. Esse uso da palavra eficácia foi introduzido por Stephenson (1956) para descrever a forma pela qual agonistas variam em relação à resposta produzida, mesmo quando ocupam o mesmo número de receptores. Agonistas com eficácia elevada podem produzir a resposta máxima possível do sistema receptor mesmo ocupando uma proporção relativamente baixa dos receptores no sistema.
Agonistas com menos eficácia não são tão eficientes na produção de resposta pelo receptor ligado à droga pela estabilização da forma ativa do receptor. Sendo assim, eles podem não conseguir produzir a mesma resposta máxima, mesmo que ocupem toda a população de receptores, já que a eficiência na transformação da forma inativa do receptor na ativa pode não ser o bastante para evocar uma resposta máxima. Como a resposta observada pode ser menor que a máxima em sistemas sem receptores de reserva, alguns agonistas de baixa eficácia são denominados agonistas parciais.
Contudo, é bom lembrar que esses termos são relativos - até agonistas parciais podem parecer agonistas totais em setups experimentais/sistemas diferentes. Com o aumento do número total de receptores, pode ocorrer a formação de complexos suficiente para desencadear a resposta máxima, mesmo com eficácia individual baixa. Há, na verdade, poucos agonistas totais verdadeiros  ou antagonistas silenciosos; muitos compostos considerados agonistas totais são descritos com mais exatidão  como agonistas parciais altamente eficazes, já que agonistas com eficácia maior que ~80-90% são indistintos de agonistas totais na maioria dos ensaios. De forma similar, diversos antagonistas (como naloxona) são, na verdade, agonistas parciais ou agonistass inversos, mas com eficácia muito baixa (menor que 10%). Compostos considerados agonistas parciais tendem a ter eficácias em valores mais intermediários.
| Ligante                | Descrição                               | % Efficácia (E) | % Efficácia (E) | % Efficácia (E) | % Efficácia (E) | % Efficácia (E) |
| ---------------------- | --------------------------------------- | --------------- | --------------- | --------------- | --------------- | --------------- |
| Superagonista          | Eficácia maior que o agonista endógeno  | E               | =               | > 100           |                 |                 |
| Agonista total         | Eficácia igual ao agonista endógeno     | E               | =               | 100             |                 |                 |
| Agonista parcial       | Eficácia menorr que o agonista endógeno | 0               | <               | E               | <               | 100             |
| Antagonista silencioso | Afinidade, mas sem eficácia             | E               | =               | 0               |                 |                 |
| Agonista inverso       | Eficácia inversa (negativa)             | E               | <               | 0               |                 |                 |